# جورج يونغ (لاعب كرة قدم)
جورج يونغ (بالإنجليزية: George Young)‏ هو مدرب كرة قدم ولاعب كرة قدم بريطاني، ولد في 5 يناير 1950 في نيوبورت في المملكة المتحدة. لعب مع نيوبورت كونتي.